# Manuela Antonia Figueroa
Manuela Antonia Figueroa (Salta, 1818) fue una filántropa salteña del siglo XIX que dio un importante impulso a la salud pública en su ciudad natal.

## Biografía
Manuela Antonia de Figueroa y Cornejo nació en la ciudad de Salta, Provincias Unidas del Río de la Plata, en 1818. Era hija de Francisco Javier de Figueroa y Toledo Pimentel, quien moriría en San Salvador de Jujuy ese mismo año, y de la salteña Magdalena Fernández Cornejo y Castellanos.

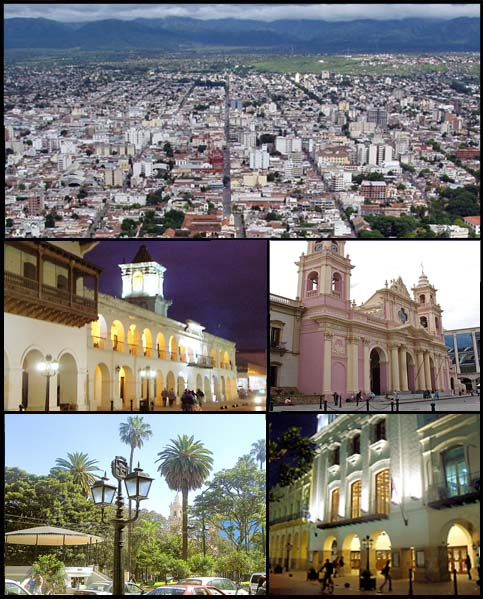
Ciudad de Salta.

En 1849 fundó en la ciudad de Salta con el apoyo de su hermano Francisco Javier Figueroa y Cornejo el Hospital de la Caridad, frente a la plaza Belgrano, en la esquina de las actuales avenida Belgrano y Balcarce, en una casona del siglo XVIII donada por el presbítero Pío Hoyos. Allí se trasladaron también a los leprosos, que hasta entonces vivían desamparados  en los faldeos del Cerro San Bernardo.
Dio asistencia a los leprosos a los que dejó un legado testamentario. Era al decir de sus biógrafos una mujer «dotada de singular espíritu de piedad hacia sus semejantes».